# ZX Interface 2

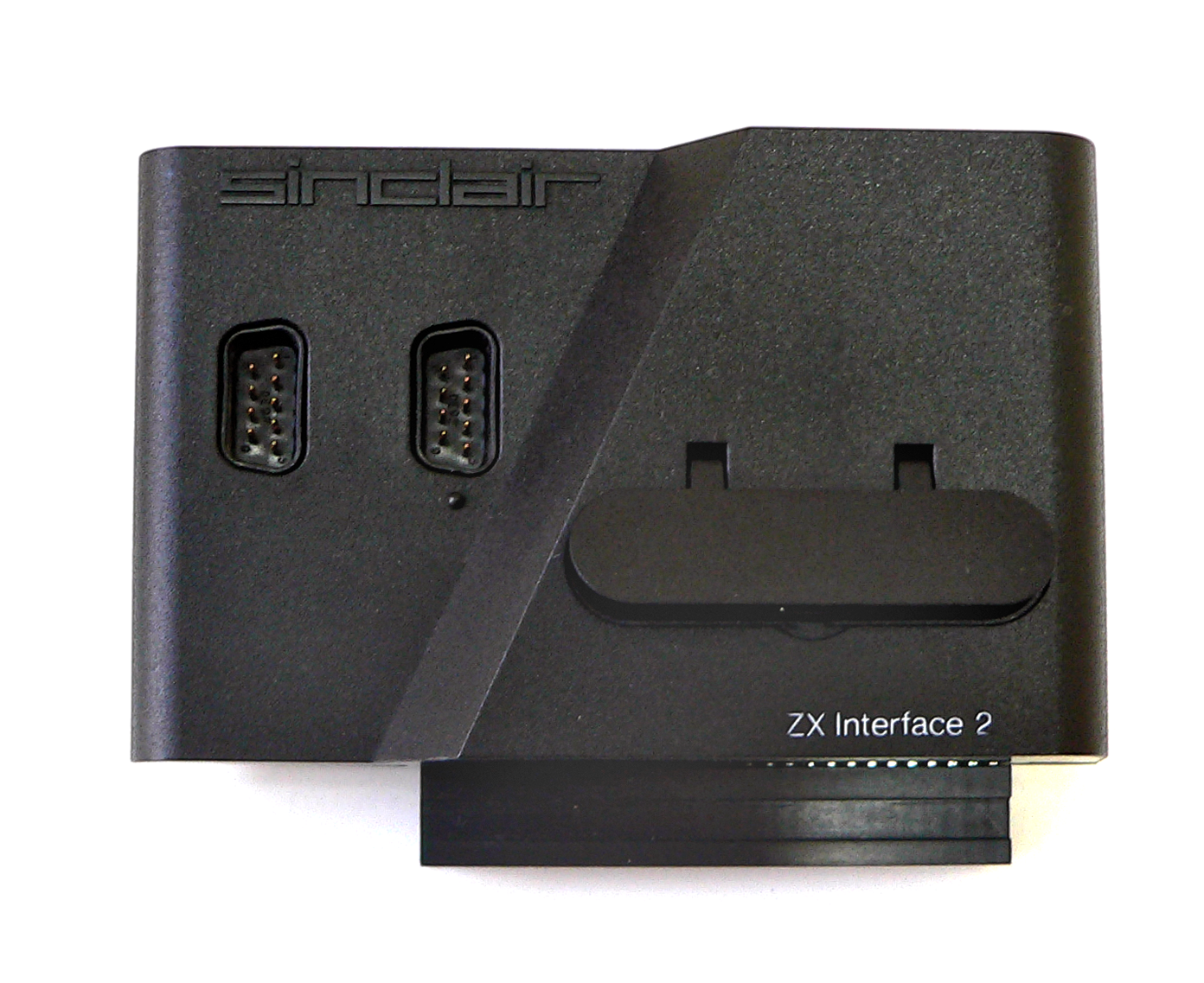
ZX Interface 2

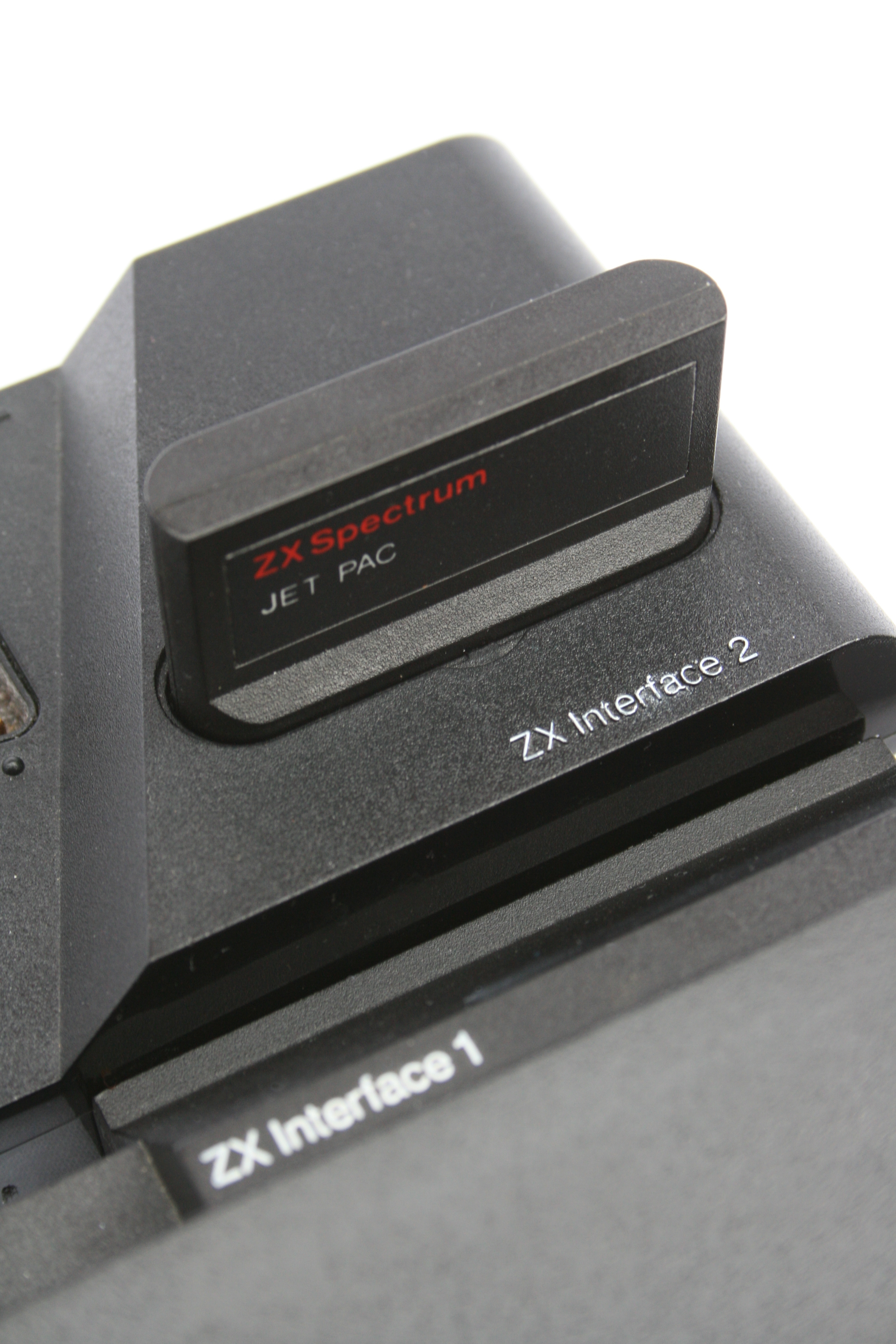
ZX Interface 2 z włożonym cartridgem z grą Jet Pac (podłączony do komputera przez ZX Interface 1)

ZX Interface 2 – zewnętrzny interfejs dla komputera ZX Spectrum dodający obsługę 2 dżojstików i cartridge. Sprzedawany przez producenta komputera brytyjską firmę Sinclair Research od roku 1983.
Podłączany do gniazda szyny rozszerzeń ZX Spectrum. Posiadał zdublowane gniazdo szyny, ale w przeciwieństwie do ZX Interface 1 nie posiadało ono wszystkich sygnałów i możliwe było podłączenie tylko drukarki ZX Printer.
Linie dżojstika mapowane były na klawiaturę, pierwszy na klawisze 6–0 a drugi na klawisze 1–5.
Maksymalna pojemność cartridge wynosiła 16 KiB.
Wydano tylko 10 gier na cartridge:
1. Jetpac
2. PSSST
3. Cookie
4. Tranz Am
5. Chess
6. Backgammon
7. Hungry Horace
8. Horace and the Spiders
9. Planetoids
10. Space Raiders